# آرکونویل
آرکونویل (به فرانسوی: Arconville) یک کمون در فرانسه است که در اوب واقع شده‌است. آرکونویل ۱۵ کیلومتر مربع مساحت دارد ۳۰۶ متر بالاتر از سطح دریا واقع شده‌است.